# بول إلدريدج
بول إلدريدج (بالإنجليزية: Paul Eldridge) (5 مايو 1888 - 28 يوليو 1982)؛ شاعر وروائي أمريكي.

## روابط خارجية
- بول إلدريدج على موقع قاعدة بيانات برودواي على الإنترنت (الإنجليزية)